# Mallophora barbipes
Mallophora barbipes là một loài ruồi trong họ Asilidae. Mallophora barbipes được Wiedemann miêu tả năm 1819.